# 夏铎铺镇
夏铎铺镇是中国湖南省宁乡市下辖镇，位于宁乡市中东部地区，处宁乡与望城区二市区交汇处。地缘上，夏铎铺北与历经铺乡、金洲镇接壤，西连坝塘镇，南与东湖塘镇毗邻，东与望城区白箬铺街道、乌山街道交界。辖域面积103.4平方公里，人口37,295人（2000年人口普查35,123人），行政驻地夏铎铺社区。

## 区划
截止2016年，夏铎铺镇下辖6个村3个社区：夏铎铺社区、高新社区、凤桥社区、香山冲村、天马新村、六度庵村、兴旺村、长龙新和龙福新。

## 地理
香山冲水库是夏铎铺镇的一座水库。

## 教育
- 小学：夏铎铺镇中心小学
- 高中：宁乡市第十二中学

## 交通
夏铎铺境内有319国道主干线从东西方向穿过该镇。
省道S327（岳宁大道）从东南向西北穿过夏铎铺镇南部。
金洲大道东西方向穿过该镇北部。
金洲南路（金唐公路）南北方向穿过夏铎铺镇西部。
县道X022南北方向穿过夏铎铺镇中心。

## 旅游景点
凤凰山国家森林公园是当地和宁乡市著名旅游景点。

## 宗教信仰
香山庵是一座汉传佛教寺院，位于夏铎铺镇。